# Arlulfe de Marseille
Arlulfe de Marseille, ou Arlulf, est un noble provençal vivant au Xe siècle possessioné dans les régions de Marseille et de Trets, installé par le roi d’Arles, Conrad. Arlulf est le plus ancien ancêtre des vicomtes de Marseille et peut être considéré comme le premier d'entre eux, même s'il semble ne pas en avoir le titre.

## Sa famille
Son origine familiale et son ascendance ne sont pas connues.
D'après une historiographie ancienne, Arlulf serait un petit- fils du comte Thibert, comte d’Apt et d’Avignon.
Selon d'autres sources, Arlulf  appartiendrait donc à l'aristocratie franque installée en Provence à l'époque carolingienne et serait originaire du Viennois, où son arrière-grand-père, Arnoux de Vienne, était comte.
Toutefois, les derniers travaux sur la famille de Marseille remettent en cause son ascendance comtale et attribuent son installation en Provence à l'influence du roi Conrad III de Bourgogne, dont Arlulf est l’homo, le vassal.
Martin Aurell présente quant à lui une version conciliant à la fois la parenté avec le comte Thibert et les relations privilégiées avec le roi Conrad : 
«  L'histoire de la famille de Marseille (...) : ses fondateurs avaient des racines bourguignonnes, le comte Arlulf, à qui Conrad avait remis la tour de Trets, étant apparenté au comte Thibert, franc établi à Vienne à la cour de Louis l'Aveugle  ».

## Biographie

### Seigneur de Marseille
Lorsque Conrad III le Pacifique devient roi des Deux Bourgognes, la situation de la Provence est désastreuse. Le supplice de Louis III l'Aveugle a laissé le royaume d'Arles en proie à l'anarchie, malgré les efforts du régent Hugues d'Arles. Des bandes de Sarrasins dévastent le sud de la France. Hugues d'Arles finit par céder le royaume d'Arles (ou de Bourgogne Cisjurane) en 933 à Rodolphe II, roi de Bourgogne Transjurane, qui devient ainsi roi des Deux Bourgognes. Il meurt en 937, laissant les deux royaumes à son fils Conrad.
Dès 949, Conrad, dit le Pacifique, appuyé par Otton Ier du Saint-Empire, réussit à faire reconnaître sa suzeraineté sur la Provence et nomme trois comtes (Boson à Arles, Guillaume à Avignon et Griffon à Apt) et deux vicomtes, Nivion à Cavaillon et Arlulfe à Marseille.
Arlulfe reçoit en 949, des mains du roi Conrad III de Bourgogne, la vicomté de Marseille, sous la condition de foi et hommage au comte d'Arles Rothbold. Cela apparaît dans un précepte du 18 août 950, des donations des terres fiscales et des droits publics du val de Trets. Le roi ne qualifie pas Arlulfe, il n’est donc pas vicomte, contrairement à certaines légendes. Il lui concède seulement une dépendance de la manse comtale de Marseille, sise au comté d’Aix-en-Provence, c'est-à-dire le domaine de Trets avec la tour et tout ce qui en dépend. Ce fisc s'étend sur toute la haute Vallée de l'Arc, entre la Montagne Sainte Victoire et les Monts Auréliens, Olympe et Regagnas. Toutefois il exerce des fonctions importantes et il est peut-être possible qu’il soit appelé vicomte à la fin de sa vie.
La ville de Trets apparaît donc dans l'histoire au Xe siècle. Arlulf fait restaurer la tour de Trets, mais également bâtir un château-fort et des maisons pour ses sujets et une chapelle dédiée à Saint-Michel.
Arlulfe est très présent à la cour d’Hugues d'Arles, mais il n’est pas vicomte. Ses descendants au XIe siècle les qualifient, lui et son fils, de nobilissimus miles.

### L'évêché

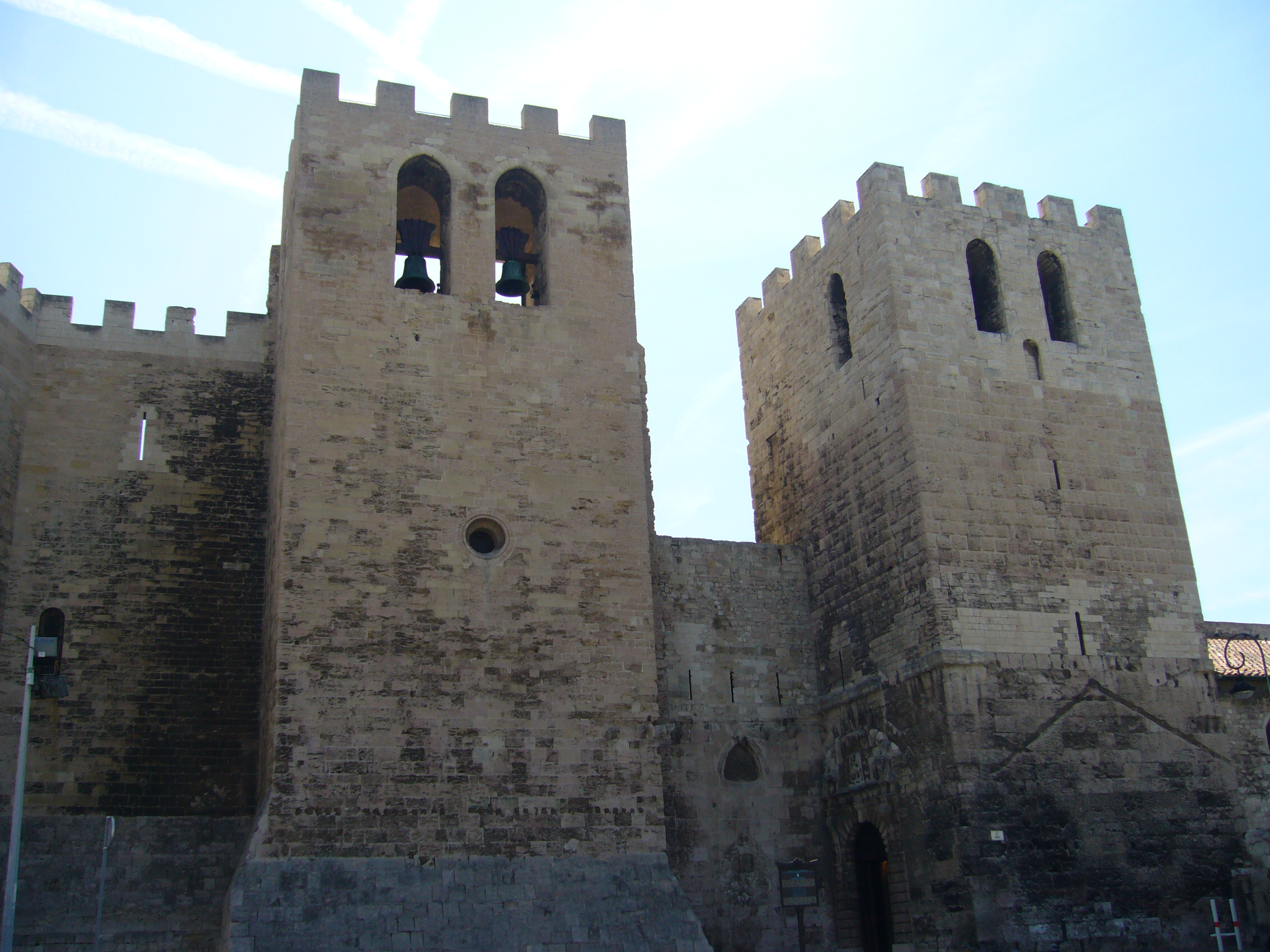
Les deux tours de l’abbaye Saint-Victor de Marseille.

Peu après l'investiture d'Arlulf de Marseille, Honorat, fils d'Arlulf, devient évêque de Marseille. Cet Honorat est nommé évêque dès le 7 octobre 948, dans un échange entre Theusinde, l'archevêque Manassès et le chapitre d'Arles[source insuffisante].
L'évêque, alors, rentre en ville et s'applique à ressaisir les biens de son église. Honorat entreprend la reconstruction de l'abbaye de Saint-Victor détruite par les Sarrasins. Il rend à la communauté monastique les bâtiments qu'elle avait quittés et lui restitue les biens usurpés jadis par les comtes francs.  Il y rétablit la vie monastique et donne des abbés aux religieux qu'il y introduit.
Arlulf de Marseille a donc un pouvoir temporel et spirituel sur Marseille et le pays de Trets. À une époque où l’idée de nation ou d’état provençal n’existe pas. Cela va lui permettre de résister aux envahisseurs et surtout d’administrer la cité et sa terre, sans rencontrer trop d’oppositions.

## Descendance
Arlulf de Marseille est à l'origine de la dynastie vicomtale de Marseille. Ces derniers possèdent alors un immense domaine comprenant vingt et une communautés entre la Montagne Sainte-Victoire et La Ciotat, sans oublier Marseille, Toulon et leurs possessions de l'est de la Provence.
L'épouse d'Arlulf n'est pas connue, mais elle a donné naissance à :
- Honorat († 977), évêque de Marseille de 948 à 977 ;
- Guillaume († 1004 ou 1005), vicomte de Marseille ;
- Aicard, miles nobilissimus, cité par une charte de 1060, marié à une Leutgarde.